# Profil ICC

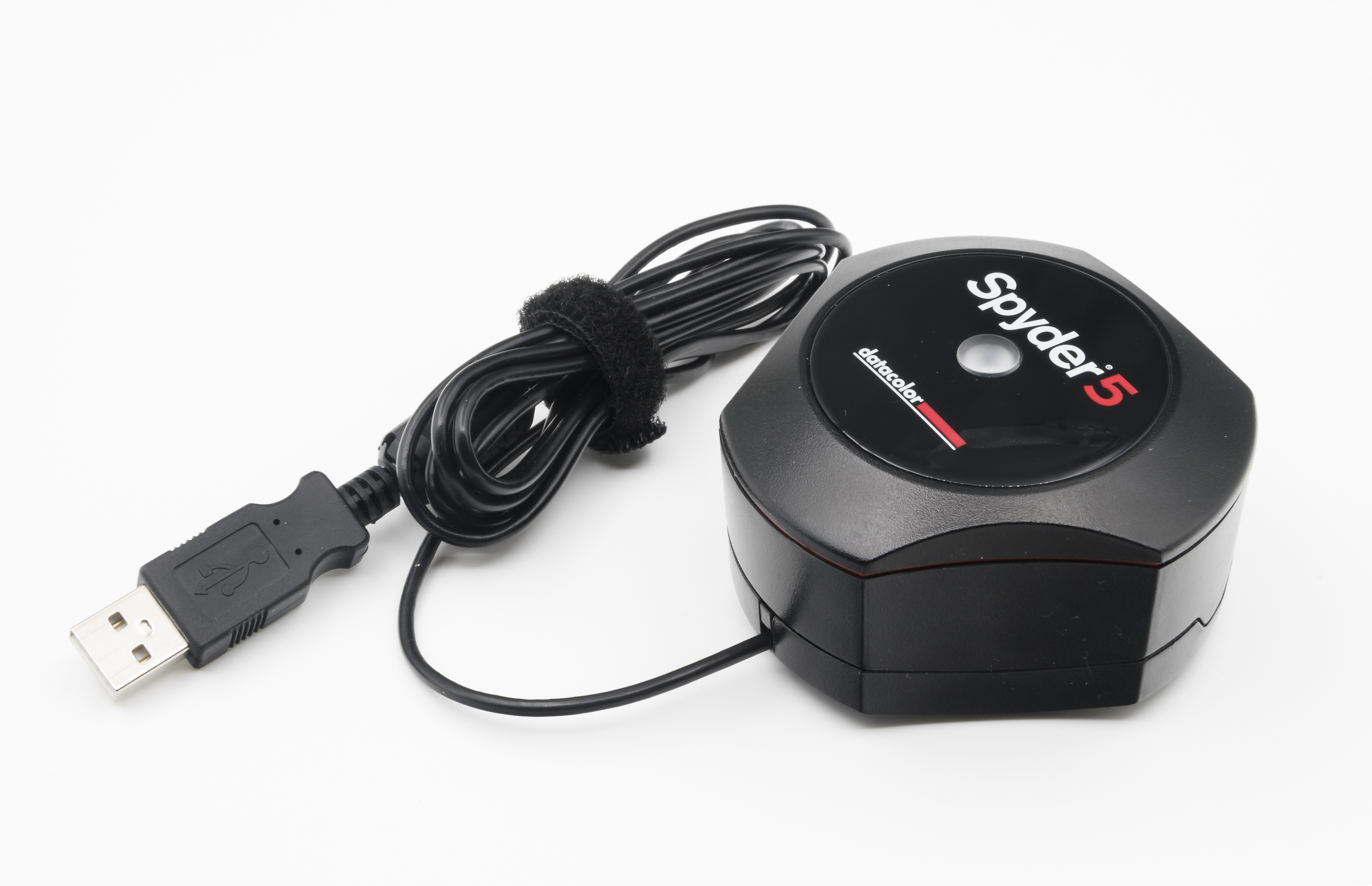
Kolorymetr Datacolor Spyder 5 Pro służący do kalibracji monitorów i zapisywania profili ICC

Profil ICC – zbiór danych (pliki o rozszerzeniu .icc), które charakteryzują kolor wejścia albo wyjścia urządzenia, zgodnie z normami ogłoszone przez International Color Consortium (ICC).
Profili ICC używa się do kontroli procesu zachowania koloru przy przenoszeniu ich pomiędzy różnymi mediami. 
- Oparte na przestrzeni barw opracowanej przez CIE XYZ lub CIE Lab

- Bazuje na standardzie ISO 13655:1996, Graphic Technology - Spectral measurement and colorimetric calculation for graphic arts images.

- Przyjęto założenia: CIE 1931 przy 2° i iluminancie D50.

- Przestrzeń CIE XYZ nazywana jest PCS (Profile Connection Space)
  - Przedstawia barwy oryginalne i reprodukcji (bez żadnych konwersji)
  - Przelicza barwy oryginalne na możliwe do uzyskania na urządzeniu docelowym

## Typy
Wbudowane (ang. embedded) profile kolorów ICC
Formaty obrazów (takie jak TIFF, JPEG, PNG, EPS, PDF i SVG) mogą zawierać wbudowane profile kolorów, ale nie jest to wymagane przez format obrazu. Standard International Color Consortium został stworzony, aby zjednoczyć różnych programistów i producentów. Standard ICC umożliwia wymianę charakterystyk urządzeń wyjściowych i przestrzeni kolorów w formie metadanych. Umożliwia to osadzanie profili kolorów w obrazach, a także przechowywanie ich w bazie danych lub katalogu profili.